# Tourbet Kabira Mamiyya

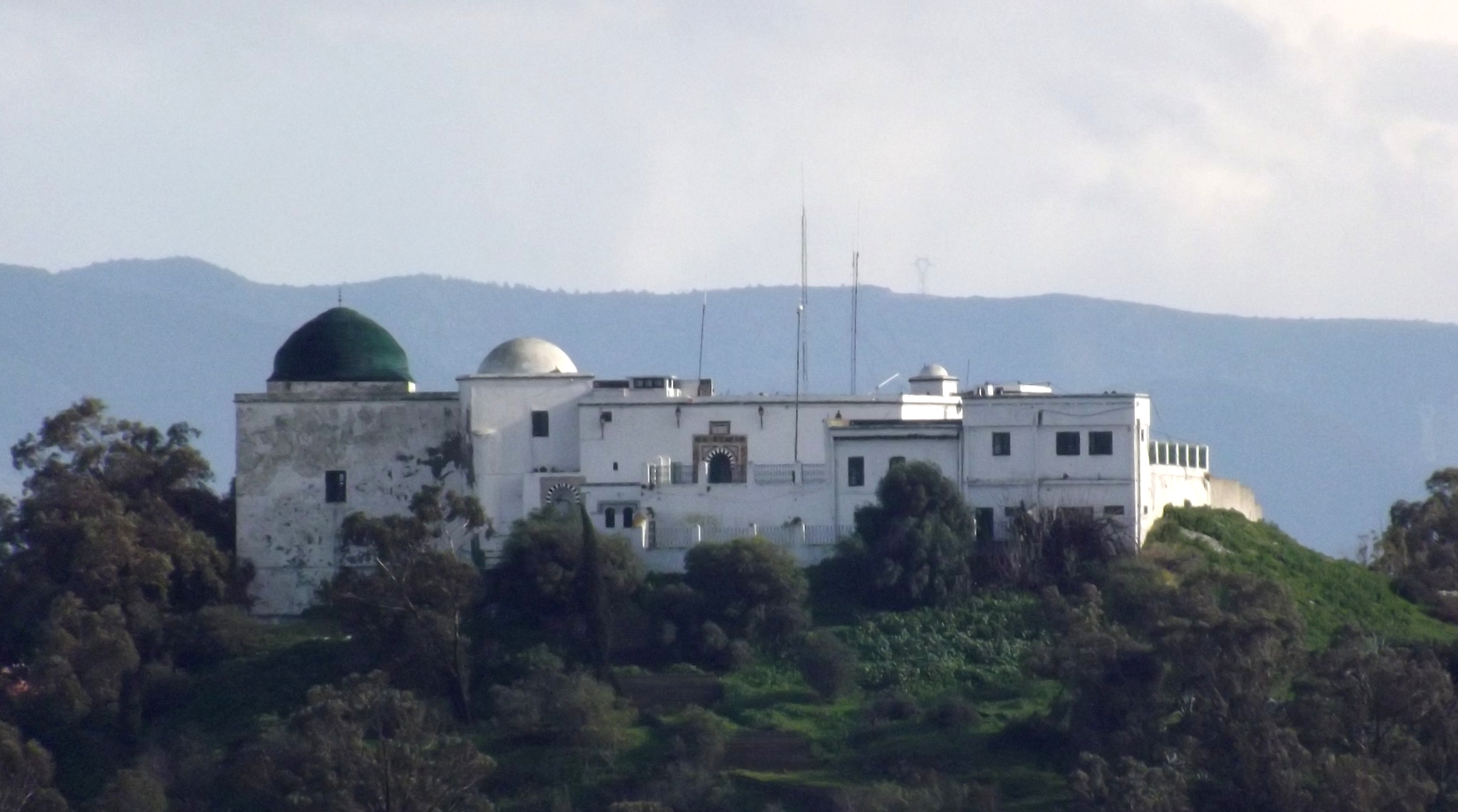
Vue du Tourbet Kabira Mamiyya.

Le tourbet Kabira Mamiyya est un mausolée tunisien situé à Tunis, sur la colline surplombant le cimetière du Djellaz, non loin du mausolée Sidi Belhassen Chedly.

## Histoire
Le mausolée est construit au cours des années 1740 par Ali Pacha. Il est à l'origine destiné à abriter la sépulture de ce dernier, mais il l'affecte aux femmes de sa famille après l'édification d'un second mausolée (Tourbet El Pacha) accolé à la médersa El Bachia.
Le mausolée porte le nom de son épouse préférée, Kabira Mamiyya.